# You've Passed / Where You'll Find Me Now
You've Passed / Where You'll Find Me Now és el tercer senzill del grup estatunidenc d'indie folk rock Neutral Milk Hotel, publicat el 2011 com a part del lot recopilatori Walking Wall of Words. Conté versions alternatives (més llargues, distorsionades i antigues) de dues cançons publicades el 1996 a l'àlbum debut del grup On Avery Island. Són «You've Passed» i «Where You'll Find Me Now», cada una a una cara del senzill.
Tots dos temes van ser escrits i grabats en solitari pel líder del grup, Jeff Mangum, a la casa del seu pare de Ruston (Lousiana) al desembre de 1994, en una cinta de cassete de cuatre pistes. Aquest senzill només es pot comprar com a part de Walking Wall of Words, tot i que durant la gira de 2013-2015 es va vendre per separat als concerts de Neutral Milk Hotel.

## Llista de cançons

### Cara A
- «You've Passed» (4:26)

### Cara B
- «Where You'll Find Me Now» (4:39)

## Personal
- Jeff Mangum: Veu, guitarra, bateria i orgue[3]